# Nascer helíaco
O nascer helíaco ou nascimento heliacal de um corpo celeste é o momento em que este torna-se visível no horizonte imediatamente antes do nascer do Sol, estando suficientemente afastado para que não seja ofuscado pelo brilho dele.
Várias civilizações adotavam o nascer helíaco de determinados objetos como marcos em seus calendários. Os egípcios observavam o nascer helíaco de Sirius e alguns grupos indígenas brasileiros o nascer helíaco das plêiades.
Outro conceito relacionado é o nascimento acrônico, que é quando o astro aparece no final do dia, em oposição ao Sol.
O nascimento heliacal de uma estrela depende de sua magnitude. Estrelas de magnitudes 1, 2, 3, 4, 5 e 6 tornam-se visíveis quando o Sol está, respectivamente, 12, 13, 14, 15, 16 e 17 graus abaixo do horizonte.
Segundo Samuel Sharpe, foi através de observações do nascimento heliacal de Sirius (a estrela do cão) que os egípcios determinaram a duração do ano egípcio em trezentos e sessenta e cinco dias; a duração da vida de um observador, de cerca de quarenta anos, não seria suficiente para identificar com precisão que um ano de 365 dias não seria o valor de um ano sideral.
No Antigo Egito, o ano sótico, ou ano canicular, começava durante o nascimento heliacal da estrela do Cão. O período sótico, ou período canicular, se iniciava quando o nascimento heliacal da estrela Sirius (a estrela do cão) ocorria no primeiro dia de Thoth.
Em astrologia, segundo Cláudio Ptolomeu, os planetas são mais produtivos em umidade entre a época do seu nascimento heliacal até a época de sua primeira estação.